# Cantó de Florac
El cantó de Florac és un dels cantons que forma el departament del Losera. El seu cap és la sotsprefectura de Florac. Està compost per 9 municipis:

## Composició
- Bedoesc
- Los Bondons
- Cocurès
- Florac
- Espanhac
- Rosses
- Sent Laurenç de Trevas
- La Sala
- Bebron